# صفحه نخست (فیلم ۱۹۳۱)
صفحه نخست (انگلیسی: The Front Page) فیلمی در ژانر کمدی به کارگردانی لوئیس مایلستون است که در سال ۱۹۳۱ منتشر شد.

## بازیگران
- آدولف منژو
- پت اوبرایان
- ماری برایان
- ادوارد اورت هورتون
- می کلارک
- اسلیم سامرویل
- مت مور
- هرمن جی. منکه‌ویچ
- لوئیس مایلستون
- دوروثیا والبرت
- موریس بلک